# المصنعة (المحويت)
المصنعة هي إحدى قرى الجمهورية اليمنية. تتبع جغرافيا لمحافظة المحويت وإداريًا لمديرية ملحان. يبلغ تعداد سكانها 1,044 نسمة حسب الإحصاء الذي أجري عام 2004م.